# Death of a Unicorn
Death of a Unicorn è un film del 2025 scritto e diretto da Alex Scharfman. La pellicola, una commedia fantasy co-prodotta da Stati Uniti e Ungheria, ha come protagonisti Jenna Ortega e Paul Rudd.

## Trama
Elliot Kintner e la figlia adolescente Ridley trascorrono un weekend nella tenuta di Odell Leopold, capo di Elliot, e della sua famiglia, la moglie Belinda e il figlio Shepard. Mentre guidano verso la loro destinazione, Elliot investe accidentalmente un puledro di unicorno con la sua auto. Quando Ridley ne tocca il corno, ha strane visioni cosmiche, che Elliot interrompe bruscamente dopo aver colpito la creatura con un cric.
Padre e figlia arrivano alla tenuta dei Leopold con l'unicorno nascosto nella loro auto. Poco dopo il loro arrivo, Ridley scopre che il sangue dell'unicorno le ha ripulito l'acne dal viso, e la vista di Elliot è migliorata e le sue allergie sono scomparse. I Leopold scoprono infine l'unicorno ancora vivo nell'auto, che viene prontamente colpito dall'assistente dei Leopold, Shaw. Dopo aver scoperto che l'unicorno ha proprietà curative magiche, Odell suggerisce di sperimentarlo.
Da qui in poi un susseguirsi di vicende rende il film piuttosto curioso.

## Produzione
Death of a Unicorn viene annunciato nel maggio 2023, indicando che Jenna Ortega e Paul Rudd avrebbero recitato nel film e che la regia sarebbe stata affidata ad Alex Scharfman. Nel novembre 2023 viene annunciato che Richard E. Grant, Téa Leoni, Will Poulter, Anthony Carrigan, Sunita Mani, Jessica Hynes e Steve Park si sarebbero uniti al cast.
Le riprese del film iniziano in Ungheria nel luglio 2023. Alla produzione viene concesso di proseguire la lavorazione del film durante lo sciopero SAG-AFTRA del 2023, poiché A24 non fa parte dell'Alliance of Motion Picture and Television Producers.

## Colonna sonora
Nel novembre 2023 viene annunciato che la colonna sonora sarebbe stata composta da John Carpenter, Cody Carpenter e Daniel Davies. Tuttavia, nel febbraio 2025, si scopre che Dan Romer e Giosuè Greco hanno assunto il ruolo di compositori. Il trailer ufficiale, pubblicato il 18 dicembre 2024, utilizza come colonna sonora una versione di Good Vibrations dei Beach Boys. Il musicista St. Vincent pubblica il brano DOA, tratto dalla colonna sonora del film, il 28 marzo 2025.

## Distribuzione
Il film è stato proiettato in anteprima l'8 marzo 2025 al festival South by Southwest e distribuito nei cinema statunitensi dalla A24 il 28 marzo seguente. In Italia è stato distribuito nelle sale da I Wonder Pictures il 10 aprile 2025.

## Accoglienza

### Incassi
Il film ha incassato 12899252 $ in Nord America e 3520842 $ nel resto del mondo per un totale di 16420094 $. Negli Stati Uniti e in Canada, Death of a Unicorn è stato distribuito assieme ai film A Working Man, The Penguin Lessons e The Woman in the Yard, e si prevedeva che avrebbe incassato 7-8 milioni di dollari da 3.050 sale nel suo weekend di apertura. Il film ha incassato 2,7 milioni di dollari il primo giorno, compresi circa 700.000 dollari dalle anteprime del giovedì sera. Ha poi debuttato con 5,8 milioni di dollari, classificandosi al quinto posto. Nel suo secondo fine settimana di programmazione il film ha incassato 2,7 milioni di dollari (con un calo del 53%), classificandosi al sesto posto.

### Critica
Sul sito di recensioni Rotten Tomatoes, il 53% delle 216 recensioni dei critici è positivo e la valutazione è così motivata: «Ricevendo un po' di brio dal rapporto padre-figlia tra Paul Rudd e Jenna Ortega, la satira di Death of a Unicorn è un po' troppo diretta, ma lo rende un film avvincente e splatter sulle creature fantastiche.» Metacritic, che utilizza una media ponderata, ha assegnato al film un punteggio di 51 su 100, basato su 40 critiche, indicando recensioni "miste o nella media".
In una recensione per The New York Times, la critica Manohla Dargis ha trovato gli elementi satirici del film poco convincenti, affermando che le battute sulla coscienza di classe «non hanno alcun effetto». Manohla Dargis ha segnalato l'interpretazione di Jenna Ortega tra le parti migliori del film, definendola «la giusta dose di intensità narrativa». Ty Burr di The Washington Post ha assegnato al film due stelle su quattro, elogiando le interpretazioni comiche ma criticando la regia. Burr ha scritto: «Il risultato è un fiasco tonale confuso, girato e montato in modo sgraziato, che spreca la sua premessa in una suspense crescente e in effetti digitali sgradevoli e poco convincenti.»

## Riconoscimenti
- 2025 - South by Southwest
  - Candidatura al capofila ad Alex Scharfman